# François Maurel
Pour les articles homonymes, voir Maurel.
François Maurel est un ingénieur du son français.

## Filmographie (sélection)
- 1998 : Cette nuit de Vincent Dietschy
- 2000 : Harry, un ami qui vous veut du bien de Dominik Moll
- 2003 : Monsieur Ibrahim et les Fleurs du Coran de François Dupeyron
- 2004 : 36 quai des Orfèvres d'Olivier Marchal
- 2004 : Éros thérapie de Danièle Dubroux
- 2005 : Lemming de Dominik Moll
- 2005: Le passager de Eric Caravaca
- 2006: Essaye-moi de Pierre-François Martin-Laval
- 2006: Hell de Bruno Chiche
- 2006: Le serpent de Eric Barbier
- 2006 : Hors de prix de Pierre Salvadori
- 2007: La disparue de Deauville de Sophie Marceau
- 2007 : Largo Winch de Jérôme Salle
- 2009: Demain dès l'aube de Denis Dercourt
- 2010 : Hollywoo de Frédéric Berthe et Pascal Serieis
- 2010 : Le Moine de Dominik Moll
- 2010 : Pièce montée de Denys Granier-Deferre
- 2011 : Les Kaïra de Franck Gastambide
- 2012 : La Marque des anges de Sylvain White
- 2012 : Do Not Disturb d'Yvan Attal
- 2013 : Les Francis de Fabrice Begotti
- 2013 : Mon âme par toi guérie de François Dupeyron
- 2014 : Les Nouvelles Aventures d'Aladin d'Arthur Benzaquen
- 2014 : En équilibre de Denis Dercourt
- 2015 : Ils sont partout d'Yvan Attal
- 2016 : Des nouvelles de la planète Mars de Dominik Moll
- 2017: La promesse de l'aube de Eric Barbier
- 2018: Taxi 5 de Franck Gastambide
- 2018 : En liberté! de Pierre Salvadori
- 2019 : #Jesuislà d'Éric Lartigau
- 2019 : Seules les bêtes de Dominik Moll
- 2022 : La petite bande de Pierre Salvadori
- 2022 :  La Nuit du 12 de Dominik Moll

## Distinctions

### Récompenses
- César 2001 : César du meilleur son pour Harry, un ami qui vous veut du bien
- César 2023 : César du meilleur son pour La Nuit du 12

### Nominations
- César 2005 : César du meilleur son pour 36 quai des Orfèvres
- Magritte 2023: Magritte du meilleur son pour La Nuit du 12